# Ana María Meza
Ana Maria Meza Herrera (Santiago de Chile) es una cantante, docente e investigadora chilena, especializada en canto lírico y canto popular y cofundadora en la Escuela de Música Projazz, primera institución profesional con una carrera de intérprete en Jazz y música popular en Chile.
Vigente en el medio musical chileno durante más de cuatro décadas y con una trayectoria estilística variada. Tras ingresar en el estudio del canto lírico (de la mano de la soprano Claudia Parada) y pasar 10 años en el elenco de la Ópera del Teatro Municipal de Santiago, se abrió a la interpretación del swing-jazz y bossa nova llegando a instalar su nombre entre una generación de solistas vocales más jóvenes asociados al pianista de jazz Moncho Romero.

## Inicios
Se dedicó al canto lírico en el coro del Teatro Municipal de Santiago, participando en las Óperas “Carmen”, “Tannhäuser”, "Aída”, “La Traviata” y “Turandot”, entre muchas otras.
Se abrió camino como intérprete en música popular, integrándose al cuarteto vocal Causa y Efecto en el año 1978, encabezado por el compositor Jaime Atria Rosselot, donde consiguen un segundo lugar en el Primer Festival de la Juventud de Providencia, con la canción Un hombre sin amor.
En 1978, interpretó el protagónico de “Irma Coilur" en la ópera rock andina “1984”, escrita por Pepe Gallinato y John Elliot, la que fue estrenada en el antiguo Teatro Marconi de Av. Manuel Montt (hoy Teatro Nescafé de las Artes).
Por esos años también fue parte del personal de cantantes juveniles convocados por el propio Gallinato al programa de televisión “Viva la música”. En 1980 se incorporó como voz principal a Disco Boogie, un exitoso experimento de pop y música disco dirigido por Sergio del Río (exguitarra de Los Jockers y Tumulto).

## Jazz, latin y docencia
Junto con el guitarrista George Abufhele, en 1985 fundó la escuela de música popular Projazz, Abocándose por completo a la formación de cantantes, se dedicó a desarrollar distintos métodos y técnicas interpretativas. Algunas figuras entrenadas por Meza fueron Gisa Vatcky, Nicole Denisse Malebrán Loretto Canales y Alexandra Insunza en los ’90 y Paula Barouh, Bárbara Lira, Paula Lizana y Anita Tijoux entre las voces de los años ’00.
En el año 2004 grabó su primer álbum, Smile del género swing, con jazz standard.
En los años 2010's Meza ha sido vocal entrenador de importantes figuras en los musicales, tales como Sigrid Alegría y Daniela Lhorente en Chicago (2013), Lorene Prieto en Cats (2013-2014), Josefina Fiebelkorn, en Peter Pan (2014)
En 2012 realiza una aproximación a la música de raíz sudamericana, y realiza su segunda grabación como solista en Atrapasueños (2012), nominado a los premios Altazor, en la categoría mejor Álbum Raíz Folclórica. En el año 2018 el proyecto de difusión de Atrapasueños gana FONDART.
Desde 2015 participa de los Premios PULSAR como jurado en la categoría Jazz-Fusión.

## Montajes musicales
Meza ha sido participado en diferentes obras del género de los musicales y montajes como productora ejecutiva y vocal entrenador.
Para las producciones de Inda & Goycolea en el Teatro Municipal de las Condes, incluyendo participación en Cabaret (2012), Blancanieves (2012), Chicago (2013), Cats (2013-2014) Peter Pan (2015), A Chorus Line (2016) y Mamma Mia! (2018).
De manera independiente, la artista chilena gestiona también las producciones independientes de Tributo a Moncho Romero (Studio 54, 2001), On Broadway (Teatro Circus OK, 2002), My Fair Lady (Auditorio Telefónica, (2004-2006)), Una Noche en Broadway en el Festival Internacional Providencia Jazz (2006), La Vega - El Musical (Instituto Profesional Projazz, 2011), Puro Pop (Instituto Profesional Projazz, 2015), entre tantos otros.

## Carrera televisiva
A partir de 2012 trabaja como Entrenador Vocal en “Amor sin banderas” (Canal 13, 2015), “K-pop” (Mega, 2012), “Corazón Rebelde” (Canal 13, 2009), “Tocando las Estrellas” (Canal 13, 2005)

## Discografía
- Atrapasueños (Independiente, 2012)
- Smile (Independiente, 2004)
- Disco Boogie (EMI, 1979)
- Causa y Efecto (Sello Alba, 1974)